# Nicolai Jonge
Nicolai Jonge (29. august 1727 – 24. april 1789) var en dansk præst og forfatter.

## Uddannelse og embeder
Nicolai Jonge blev født i København. Slægten stammede fra Amsterdam og havde derefter været bosiddende i Skåne. Hans fader, Peder Nielsen, var revisor i Rentekammeret og skibsmåler ved Børsen; moderen hed Anna Sophie født Einhaus. Han blev student fra Københavns Skole 1745 og tog 2 år efter attestats. 1754 blev han kateket ved Holmens Kirke, og var samtidig en meget benyttet teologisk manuduktør, foruden at han dimitterede til examen artium. Han præsteviedes først 1762, da han var kaldet til sognepræst i Allerslev Sogn ved Præstø, i hvilket embede han døde. Året efter, at han var blevet præst, ægtede han i København Geske Fischer, datter af en konsumtionsskriver.

## Forfattervirksomhed
Jonge var en meget frugtbar forfatter og dyrkede særlig geografien. De fattige kår, hvori han levede, nødsagede ham til at søge forøget fortjeneste ved pennen. En række skolebøger udgik fra hans hånd. Således allerede 1753 en oversættelse af en tysk skolegeografi; året efter leverede han et latinsk kompendium af geografien, senere forbedret og forøget med landkort. Så følger en skoleudgave af Phædrus (en romersk fabeldigter), og for studerende en bibelhistorie på latin (Collegium biblicum, 1760), affattet i spørgsmål og svar og med rige litteraturhenvisninger.
Ludvig Holbergs Synopsis historiæ universalis bearbejdede han på dansk, og udvidede og fortsatte den betydelig (1757). Til forbillede for sin bearbejdelse har han taget en engelsk udgave af dr. Granville Sharpe i London. Men kunne der være mening i at bruge Holbergs navn ved denne lærebog i historien, var det utilbørligt, når Jonge tillod sig at bruge samme navn på en udførlig geografi, som han påbegyndte 1759; det var kun et lokkemiddel for at skaffe skriftet afsætning. Jonge undlod derfor heller ikke at gøre undskyldning derfor i fortalen; men "flere lærde Mænd" havde udtalt sig for, at det nok kunne gå an. Den således "med falsk Skilt" – som Rasmus Nyerup sagde – udsendte Holbergs Geografi var et meget stort anlagt arbejde, der i årenes løb nåede 7 stærke kvartbind; det sidste (1791), der udkom efter Jonges død, var ikke udarbejdet af Jonge, men af Niels Prahl, og omfattede de fremmede verdensdele. De bedste og nyeste hjælpemidler blev benyttede, og arbejdet vidnede om sin forfatters alvorlige flid og belæsthed. Men han havde overordentlige økonomiske genvordigheder for at få udgivelsen fremmet, og dette var så meget uheldigere, som der var prænummereret af en mængde subskribenter. 5. bind udgør Danmarks korografiske Beskrivelse og 6. bind en lignende beskrivelse over Norge og de nordiske bilande.
Senere udgav han en udførlig beskrivelse af København (Kjøbenhavns Beskrivelse, 1783), som var beregnet på 2 dele; men han nåede kun at få trykt 1. del. Etatsråd Erik Torm, som var politi- og borgmester i København, som var den, der opfordrede ham til udarbejdelsen, stod ham bi med sine egne rige samlinger og skaffede ham adgang til arkiverne. Det var et grundigt arbejde, der ved sit betydelige stof endnu har værd. 2. del, som forelå fuldstændig udarbejdet, blev udgivet 1945.
Blandt Jonges skrifter kan endvidere nævnes 3 homiletiske hjælpemidler, indeholdende dispositioner til prædikener over Søndagsevangelierne samt til brude- og ligtaler, foruden nogle mindre arbejder af personalhistorisk art. Jonge frembyder i det hele taget billedet af en flittig og dygtig præstemand, som dog hele sit liv igennem måtte kæmpe med tunge næringssorger.